# August-Preis

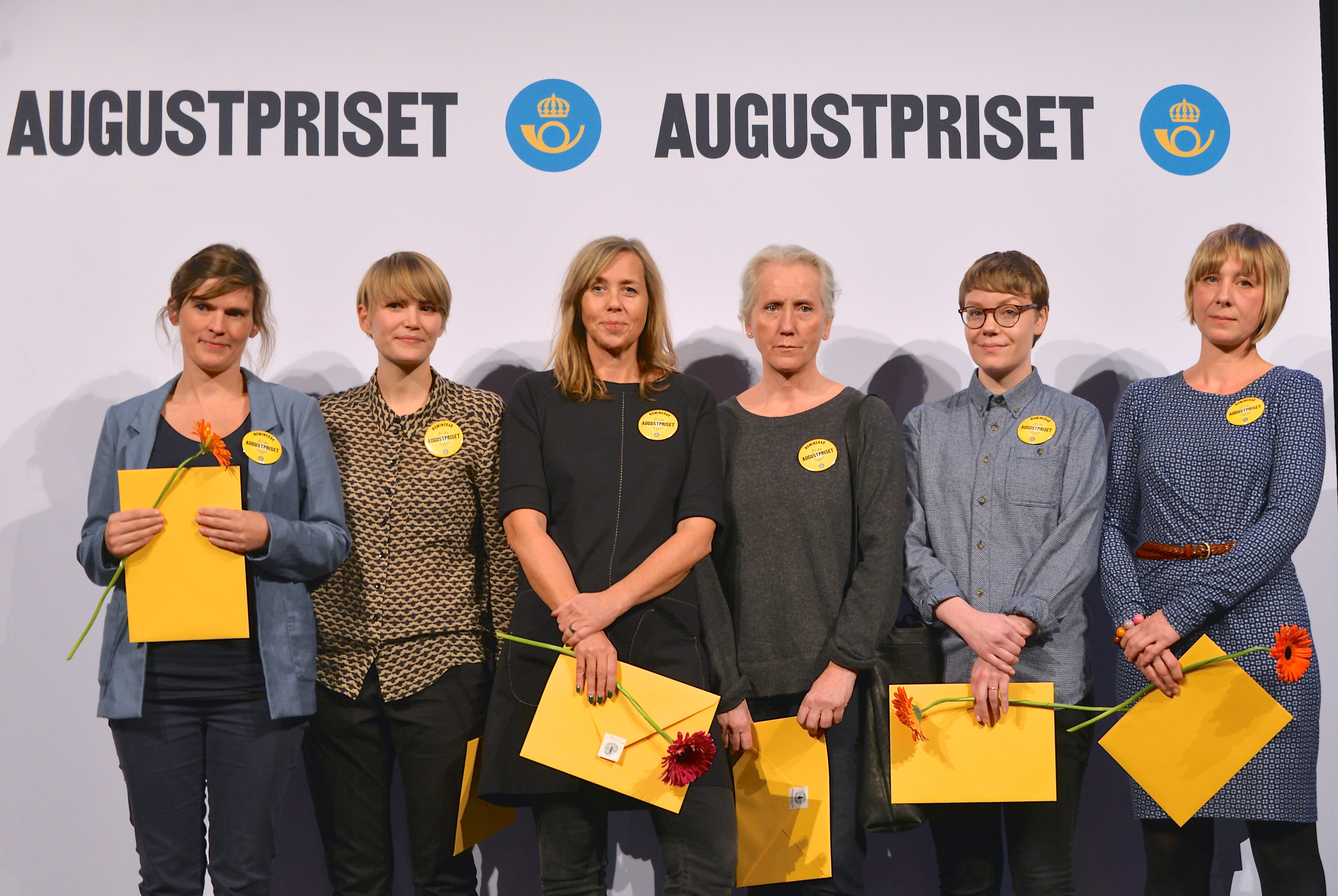
Für den August-Preis nominierte Autoren der Kategorie Kinderbuch 2013, von links nach rechts: Frida Nilsson, Ellen Karlsson, Sara Kadefors, Eva Lindström, Klara Persson, Lena Sjöberg

Der August-Preis (schwedisch Augustpriset) ist der renommierteste schwedische Literaturpreis. Er wird seit 1989 jährlich von der schwedischen Verlegervereinigung (Svenska Förläggareföreningen) im Gedenken an August Strindberg verliehen, wobei Buchvorschläge nur von schwedischen Verlagen eingereicht werden können. Die Preisverleihung fand bis 2007 in der Berwaldhalle und seitdem im Konserthuset in Stockholm statt.
Der Preisträger erhält eine kleine August-Skulptur.
Der August-Preis wird in drei Kategorien verliehen:
- Belletristik (Augustpriset för årets svenska skönlitterära bok)
- Fachbuch (Augustpriset för årets svenska fackbok)
- Kinder- und Jugendbuch (Augustpriset för årets svenska barn- och ungdomsbok)

Seit 2018 wird gleichzeitig mit dem August-Preis auch der Ehrenpreis der schwedischen Verlegervereinigung verliehen.

## Preisträger
- 1989
  - Belletristik: Cecilia Lindqvist – Tecknens rike

- 1990
  - Belletristik: Lars Ahlin – De sotarna! De sotarna!

- 1991
  - Belletristik: Sven Delblanc – Livets Ax

- 1992
  - Belletristik: Niklas Rådström – Medan tiden tänker på annat
  - Fachbuch: Gunnar Broberg u. a. – Gyllene äpplen
  - Kinder- und Jugendbuch: Peter Pohl und Kinna Gieth – Jag saknar dig, jag saknar dig!

- 1993
  - Belletristik: Kerstin Ekman – Händelser vid vatten (Geschehnisse am Wasser)
  - Fachbuch: Peter Englund – Ofredsår
  - Kinder- und Jugendbuch: Mats Wahl – Vinterviken

- 1994
  - Belletristik: Björn Ranelid – Synden
  - Fachbuch: Leif Jonsson u. a. – Musiken i Sverige I-IV
  - Kinder- und Jugendbuch: Ulf Nilsson – Mästaren och de fyra skrivarna

- 1995
  - Belletristik: Torgny Lindgren – Hummelhonung. Dt.: Hummelhonig. Hanser, München 1997, ISBN 3-446-18941-6
  - Fachbuch: Maria Flinck – Tusen år i trädgården. Från sörmländska herrgårdar och bakgårdar
  - Kinder- und Jugendbuch: Rose Lagercrantz – Flickan som inte ville kyssas; deutsch: Das Mädchen, das nicht küssen wollte

- 1996
  - Belletristik: Tomas Tranströmer – Sorgegondolen
  - Fachbuch: Maja Hagerman – Spåren av kungens män
  - Kinder- und Jugendbuch: Ulf Stark und Anna Höglund (Zeichnungen) – Min syster är en ängel

- 1997
  - Belletristik: Majgull Axelsson – Aprilhäxan. Dt.: Die Aprilhexe. Bertelsmann, München 2000, ISBN 3-570-00375-2
  - Fachbuch: Sven-Eric Liedman – I skuggan av framtiden
  - Kinder- und Jugendbuch: Annika Thor – Sanning eller konsekvens – dt. Ich hätte Nein sagen können

- 1998
  - Belletristik: Göran Tunström – Berömda män som varit i Sunne
  - Fachbuch: Bengt Jangfeldt – Svenska vägar till S:t Petersburg
  - Kinder- und Jugendbuch: Henning Mankell – Resan till världens ände

- 1999
  - Belletristik: Per Olov Enquist – Livläkarens besök. Dt.: Der Besuch des Leibarztes. Hanser, München 2001, ISBN 3-446-19980-2
  - Fachbuch: Jan Svartvik – Engelska – öspråk, världsspråk, trendspråk
  - Kinder- und Jugendbuch: Stefan Casta – Spelar död

- 2000
  - Belletristik: Mikael Niemi –  Populärmusik från Vittula. Dt.: Populärmusik aus Vittula. Goldmann, München 2002, ISBN 3-442-75071-7
  - Fachbuch: Dick Harrison – Stora döden
  - Kinder- und Jugendbuch: Pija Lindenbaum – Gittan och gråvargarna

- 2001
  - Belletristik: Torbjörn Flygt – Underdog
  - Fachbuch: Hans Hammarskiöld, Anita Theorell, Per Wästberg – Minnets stigar
  - Kinder- und Jugendbuch: Sara Kadefors – Sandor slash Ida

- 2002
  - Belletristik: Carl-Johan Vallgren – Den vidunderliga kärlekens historia. Dt.: Geschichte einer ungeheuerlichen Liebe. Insel, Frankfurt a. M. 2004, ISBN 3-458-17230-0
  - Fachbuch: Lars-Olof Larsson – Gustav Vasa – landsfader eller tyrann?
  - Kinder- und Jugendbuch: Ulf Nilsson und Anna-Clara Tidholm – Adjö, herr Muffin

- 2003
  - Belletristik: Kerstin Ekman – Skraplotter. Dt.: Zeit aus Glas. Piper, München 2005, ISBN 3-492-04676-2
  - Fachbuch: Nils Uddenberg – Idéer om livet
  - Kinder- und Jugendbuch: Johanna Thydell – I taket lyser stjärnorna

- 2004
  - Belletristik: Bengt Ohlsson – Gregorius
  - Fachbuch: Sverker Sörlin – Världens ordning och Mörkret i människan, Europas idéhistoria
  - Kinder- und Jugendbuch: Katarina Kieri – Dansar Elias? Nej!

- 2005
  - Belletristik: Monika Fagerholm – Den amerikanska flickan. Dt.: Das amerikanische Mädchen. Fahrenheit, München 2008, ISBN 978-3-940813-10-7
  - Fachbuch: Lena Einhorn – Ninas resa
  - Kinder- und Jugendbuch: Bo R. Holmberg und Katarina Strömgård – Eddie Bolander & jag

- 2006
  - Belletristik: Susanna Alakoski – Svinalängorna. Dt.: Bessere Zeiten. Ed. Nautilus, Hamburg 2011, ISBN 978-3-942374-10-1
  - Fachbuch: Cecilia Lindqvist – Qin
  - Kinder- und Jugendbuch: Per Nilsson – Svenne

- 2007
  - Belletristik: Carl-Henning Wijkmark – Stundande natten. Dt.: Nahende Nacht. Matthes & Seitz, Berlin 2009, ISBN 978-3-88221-649-3
  - Fachbuch: Bengt Jangfeldt – Med livet som insats
  - Kinder- und Jugendbuch: Sven Nordqvist – Var är min syster?

- 2008
  - Belletristik: Per Olov Enquist – Ett annat liv. Dt.: Ein anderes Leben. Hanser, München 2009, ISBN 978-3-446-23270-9
  - Fachbuch: Paul Duncan und Bengt Wanselius – Regi Bergman
  - Kinder- und Jugendbuch: Jakob Wegelius – Legenden om Sally Jones

- 2009
  - Belletristik: Steve Sem-Sandberg – De fattiga i Lódz. Dt.: Die Elenden von Łódź. Goldmann, München 2013, ISBN 978-3-442-47605-3
  - Fachbuch: Brutus Östling – Att överleva dagen
  - Kinder- und Jugendbuch: Ylva Karlsson und Katarina Kuick – Skriv om och om igen

- 2010
  - Belletristik: Sigrid Combüchen – Spill. En damroman. Dt.: Was übrig bleibt: ein Damenroman. Kunstmann, München 2012, ISBN 978-3-88897-747-3
  - Fachbuch: Yvonne Hirdman – Den röda grevinnan
  - Kinder- und Jugendbuch: Jenny Jägerfeld – Här ligger jag och blöder. Dt.: Der Schmerz, die Zukunft, meine Irrtümer und ich

- 2011 	
  - Belletristik: Tomas Bannerhed – Korparna
  - Fachbuch: Elisabeth Åsbrink – Och i Wienerwald står träden kvar
  - Kinder- und Jugendbuch: Jessica Schiefauer – Pojkarna

- 2012 	
  - Belletristik: Göran Rosenberg – Ett kort uppehåll på vägen från Auschwitz. Dt.: Ein kurzer Aufenthalt. Rowohlt, Berlin 2013, ISBN 978-3-87134-461-9
  - Fachbuch: Ingrid Carlberg – Det står ett rum här och väntar på dig – Berättelsen om Raoul Wallenberg
  - Kinder- und Jugendbuch: Nina Ulmaja – ABC å allt om det

- 2013 	
  - Belletristik: Lena Andersson – Egenmäktigt förfarande – en roman om kärlek
  - Fachbuch: Bea Uusma – Expeditionen. Min kärlekshistoria
  - Kinder- und Jugendbuch: Ellen Karlsson und Eva Lindström – Snöret, fågeln och jag

- 2014 	
  - Belletristik: Kristina Sandberg – Liv till varje pris
  - Fachbuch: Lars Lerin – Naturlära
  - Kinder- und Jugendbuch: Jakob Wegelius – Mördarens apa

- 2015 	
  - Belletristik: Jonas Hassen Khemiri – Allt jag inte minns
  - Fachbuch: Karin Bojs – Min europeiska familj. De senaste 54 000 åren
  - Kinder- und Jugendbuch: Jessica Schiefauer – När hundarna kommer

- 2016
  - Belletristik: Lina Wolff – De polyglotta älskarna
  - Fachbuch: Nina Burton – Gutenberggalaxens nova. En essäberättelse om Erasmus av Rotterdam, humanismen och 1500-talets medierevolution
  - Kinder- und Jugendbuch: Ann-Helén Laestadius – Tio över ett

- 2017
  - Belletristik: Johannes Anyuru – De kommer att drunkna i sina mödrars tårar
  - Fachbuch: Fatima Bremmer – Ett jävla solsken – En biografi om Ester Blenda Nordström
  - Kinder- und Jugendbuch: Sara Lundberg – Fågeln i mig flyger vart den vill

- 2018
  - Belletristik: Linnea Axelsson – Ædnan
  - Fachbuch: Magnus Västerbro – Svälten – Hungeråren som formade Sverige
  - Kinder- und Jugendbuch: Emma Adbåge – Gropen
  - Ehrenpreis: Ilon Wikland

- 2019
  - Belletristik: Marit Kapla – Osebol
  - Fachbuch: Patrik Svensson – Ålevangeliet. Berättelsen om världens mest gåtfulla fisk
  - Kinder- und Jugendbuch: Oskar Kroon – Vänta på vind
  - Ehrenpreis: Jan Stolpe, Übersetzer

- 2020
  - Belletristik: Lydia Sandgren – Samlade verk
  - Fachbuch: Elin Anna Labba – Herrarna satte oss hit: Om tvångsförflyttningarna i Sverige
  - Kinder- und Jugendbuch: Kristina Sigunsdotter und Ester Eriksson – Humlan Hanssons hemligheter
  - Ehrenpreis: Per I. Gedin, Herausgeber

- 2021
  - Belletristik: Elin Culldhed – Eufori – En roman om Sylvia Plath
  - Fachbuch: Nils Håkanson – Dolda gudar. En bok om allt som inte går förlorat i en översättning
  - Kinder- und Jugendbuch: Johan Rundberg – Nattkorpen
  - Ehrenpreis: Marianne von Baumgarten-Lindberg, Redakteurin, Journalistin

- 2022
  - Belletristik: Ia Genberg – Detaljerna
  - Fachbuch: Nina van den Brink – Jag har torkat nog många golv – En biografi om Maja Ekelöf
  - Kinder- und Jugendbuch: Ellen Strömberg – Vi ska ju bara cykla förbi
  - Ehrenpreis: Bertil Falk, Gründer der Göteborger Buchmesse

- 2023
  - Belletristik: Andrev Walden – Jävla karlar
  - Fachbuch: Per Svensson – Zorn
  - Kinder- und Jugendbuch: Oskar Kroon und Hanna Klinthage – Vitsippor och pissråttor

- 2024
  - Belletristik: Tony Samuelsson – Kungen av Nostratien
  - Fachbuch: Christian Rück – Ett liv värt att leva
  - Kinder- und Jugendbuch: Linda Bondestam – Chop chop. En tapper jordbos berättelse